# ペトラ・ケリー

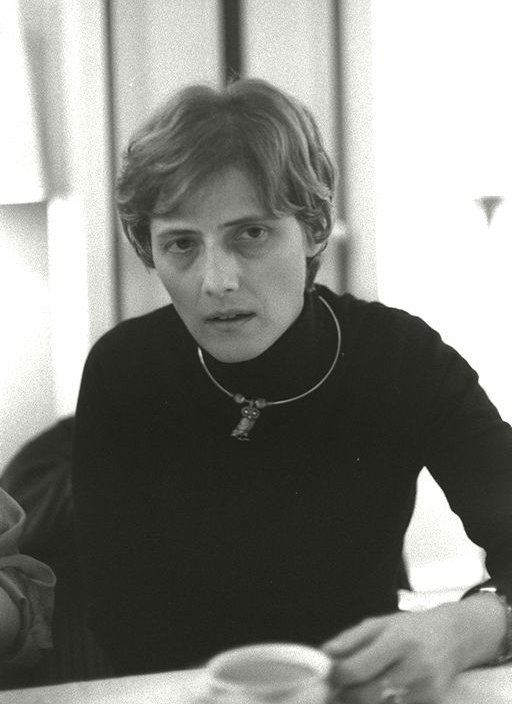
ペトラ・ケリー（1987年、連邦議会で）

ペトラ・ケリー（Petra Kelly、1947年11月29日 - 1992年10月1日）は、ドイツの女性の平和活動家で、緑の党の政治家。

## 生涯
1947年にバイエルン州ギュンツブルクに生まれ、1959年から1970年までアメリカ合衆国に生活し、そこで教育を受けた。
マーティン・ルーサー・キングの崇拝者で、1968年の大統領予備選挙ではロバート・ケネディとヒューバート・ハンフリーのキャンペーンに参加した。1970年にワシントンD.C.にあるアメリカン大学の国際関係学部を卒業した。
1971年から1983年の間、ベルギーのブリュッセルにある欧州委員会で働きながら、彼女はドイツやその他の国々で、数多くの平和活動環境保護キャンペーンに参加している。
一時、社会民主党(SPD)に入党するが、ヘルムート・シュミット首相の核政策に反対し、離党した。
ケリーは、1979年、「緑の人々」「緑の党」がドイツで旗揚げした時、その中心的なメンバーの一人としてマスコミの前に姿を現した。1983年から1990年に落選するまで、彼女は旧西ドイツの連邦議会で、緑の党の代議員の一人として活動している。当時の緑の党の政策の眼目は次の3点であった。
- 平和政策
- 人権問題
- 少数派への配慮

ケリーは、1982年、「軍縮と社会的正義と人権へのエコロジカルと環境保護的な関心を結びつける新たな視点を編み出し、それを具体的な実現へ向けて前進させた功により」ライト・ライブリフッド賞（いわゆるオルタナティヴのノーベル賞）を受賞している。1985年以降、チベット問題に関心を強め、これにかなり深くかかわるようになった。
1992年10月1日、ケリーは同棲していたドイツ陸軍退役少将、緑の党の政治家でもあった ゲルト・バスティアンによって睡眠中に射殺され、ゲルトはその直後に自殺したものと考えられている。専門家やケリーの親しかった友人は、彼女の死は全く予想もつかなかったもので、彼女の意図とは無関係だったと推測している。緑の党で孤立したケリーは政界引退後は緑の党関係者と交流を断ったが、議員時代からの同志でもあり、不倫相手でもあった年長者のゲルトと共に隠遁生活を送っていた。しかし二人と電話連絡が取れないことにケリーの祖母やゲルトの妻が不審を抱き警察に連絡し、腐乱した二人の遺体が10月19日に発見されたが、既にその死から20日近くも経過していた。2022年、精神科医で作家でもあるゲルトの息子がインタビューを受け、ケリーの最晩年は彼女を憎む人々からの脅迫等も続き、精神的にバランスを崩して寝たきり状態だったが、そんな彼女を高齢で心臓が悪かったゲルトが看病しており、彼も肉体的・精神的に限界状況に追い込まれていたのではと語った。

## 没後の動き
ケリーの思いやそこに表された政治的なメッセージを生かしていくために、1997年、ペトラ・ケリー財団が設立された。これは、彼女の蔵書や所持品を所蔵しているハインリッヒ・ベル財団の一部であり、ここが1998年以来、人権やエコロジー、非暴力のために優れた業績を挙げた人たちにペトラ・ケリー国際賞を贈呈している。

## 人物
- ケリーは、「社会の弱者、老人、身障者、婦人、若者、失業者、外国人を真に擁護する反党的党、新しいタイプの党が、今の時点で是非とも必要」と考えた[2]。
- 原子力エネルギーのリスクについて指摘した数少ない政治家で[注 1]、チェルノブイリ原子力発電所事件においても放射能リスクを言及し有名になった。
- 兼ねてから東側諸国の思想統制に批判的で、東ドイツのエーリッヒ・ホーネッカーに対し「なぜ、西では保証される者を、東では抑圧するのか分からない」と批判していた。
- 1980年代に来日、原爆が投下された広島に訪れた。

## 著作
- 高尾利数 訳『希望のために闘う』春秋社、1985年7月1日。ISBN 4393741056。

## 関連文献
- モニカ・シュペル 著、木村育世 訳『ペトラ・ケリー』春秋社、1985年8月1日。ASIN B000J6TDFS。